# NPOカタリバ
認定特定非営利活動法人カタリバは、東京都杉並区（2010年9月までは中野区）に事務所を置く、教育特定非営利活動法人 (NPO) である。2013年に「認定特定非営利活動法人」となる。NPOカタリバ、カタリバなど略称し、中高生に対して親や教師（タテ）でも友だち（ヨコ）でもない、少し年上の先輩などの「ナナメの関係」を目指す。

## 概要
2001年11月に、慶應義塾大学在学中の今村久美が、明治大学文学部齋藤孝教授から教育学を学ぶ三箇山優花を共同創設者として設立した。首都圏の高校生を対象とした独自のキャリア教育プログラム「カタリ場」を、おもに大学生が運営する。
首都圏や地域NPO、学生団体などパートナー団体と活動し、2016年度の対象人数はのべ約35,000人、学生ボランティアスタッフはのべ約7,500人である。

## 沿革
- 2001年11月:任意団体「カタリバ」を設立
- 2004年10月:高等学校を対象にした出張授業「カタリ場」を本格展開
- 2006年9月:「特定非営利活動法人（NPO法人）」取得
- 2007年4月：青森県・沖縄県など他地域へカタリ場プログラムのノウハウ提供開始
- 2009年4月：未来を構想するプログラム「カタリバ大学」開講
- 2011年7月：宮城県女川町に被災地の放課後学校コラボ・スクール「女川向学館」オープン
- 2011年12月：岩手県大槌町にコラボ・スクール「大槌臨学舎」オープン
- 2013年6月：「認定特定非営利活動法人」(認定NPO法人)取得
- 2013年12月：「全国高校生マイプロジェクトアワード」開始
- 2015年4月：東京都文京区に中高生の秘密基地「b-lab（ビーラボ）」オープン
- 2015年6月：島根県雲南市に「おんせんキャンパス」オープン
- 2016年6月：熊本県益城町にコラボ・スクール「ましき夢創塾」オープン
- 2016年8月：東京都足立区に「アダチベース・Central」オープン
- 2017年6月：福島県広野町の県立ふたば未来学園高校の学校支援事業としてコラボ・スクール「双葉みらいラボ」オープン
- 2018年4月：東京都足立区に「アダチベース・North」オープン
- 2018年7月：西日本豪雨を受けて、岡山県倉敷市で被災地支援活動スタート
- 2019年4月：経済産業省の「未来の教室」実証事業として「みんなのルールメイキングプロジェクト」スタート
- 2019年9月：外国ルーツの高校生キャリア学習支援事業を、一般社団法人kuriyaとの協働でスタート
- 2019年10月：令和元年東日本台風を受けて、長野県や宮城県などで被災地支援活動を行う
- 2020年4月：新型コロナウイルス流行の影響による教育格差を防ぐため、「あの子にまなびをつなぐプロジェクト」をスタート
- 2020年7月：令和2年7月豪雨を受けて、熊本県人吉市・球磨村にて被災地支援「カタリバ・パーク」運営スタート
- 2021年7月：土石流が発生した静岡県熱海市にて被災地支援「カタリバ・パーク」運営スタート
- 2021年12月：困窮世帯の学びにオンラインで伴走する「キッカケプログラム」に、「for ヤングケアラー プログラム」が加わる
- 2021年12月：「オンライン不登校支援プログラム」スタート

## 事業内容
- 意欲と創造性を育むプログラム提供 
  - 「意欲を引き出すプログラム」-カタリ場、キャリアリテラシー、キャストラーニング
  - 「教育旅行プログラム」-3.11を学びに変える旅
  - 「課題発見解決型学習プログラム」-マイプロジェクト
  - 「ディスカッションプログラム」-カタリバ大学　など
- 10代の居場所づくりとしてユースセンター運営  　被災地の放課後学校コラボ・スクール、b-lab、アダチベース、おんせんキャンパス
- 探究的な学びをサポートする高校支援 　福島県立ふたば未来学園高校、島根県立三刀屋高校、島根県立大東高校
- 職員が自治体に出向する行政ハンズオン支援 　岩手県大槌町、島根県益田市
- 生徒が中心となり教師や関係者と対話しながら校則・ルールを見直していく「みんなのルールメイキング」

## 主な受賞歴
- 2008年12月　日経ウーマン・オブ・ザ・イヤー2009「キャリアクリエイト部門」入賞
- 2009年6月　内閣府・男女共同参画「チャレンジ賞」
- 2010年11月10日　日本産業デザイン振興会「グッドデザイン賞」
- 2012年2月　パナソニック教育財団 「2011年度 “こころを育む活動” 関東ブロック大賞」
- 2012年5月　社会貢献支援財団「平成24年度 東日本大震災における貢献者表彰」
- 2012年12月　「いいね！JAPANソーシャルアワード」最優秀ソーシャルプロジェクト
- 2014年2月　朝日新聞社「朝日のびのび教育賞」
- 2014年3月　第17回地球倫理推進賞（国内活動部門）「文部科学大臣賞」
- 2014年6月2日　日本経済新聞「第2回 日経ソーシャルイニシアチブ大賞　東北部門賞」
- 2015年2月9日 　 3.11復興木碑設置プロジェクトが、消防庁 第19回防災まちづくり大賞（日本防火・防災協会長賞）を受賞[1]。
- 2015年3月　一般社団法人 日本教育情報化振興会　ICT夢コンテスト「特別賞」
- 2016年12月26日　平成28年度 未来をつくる若者・オブ・ザ・イヤー「内閣総理大臣表彰」

## 主なメディア掲載
- 2009年8月22日 『TIME』アジア・オセアニア版の掲載（表紙）
- 2010年11月10日　日本産業デザイン振興会「グッドデザイン賞」
- 2012年10月20日　NHK Eテレ「グラン・ジュテ～私が跳んだ日」
- 2012年12月30日 「サンデーモーニング」（TBS系列）- 活動内容と代表者紹介
- 2017年11月10日　NHKラジオ第1放送「すっぴん！」-コラボ・スクールの卒業生とスタッフ出演
- 2018年1月8日　NHK総合「未来塾」-コラボ・スクールの生徒と代表出演
- 2018年4月11日　朝日新聞「ともに」に代表インタビュー掲載
- 2018年9月2日NHK「いつか来る日のために 証言記録スペシャル『震災を伝える』」に代表出演
- 2021年2月2日・3日　NHK「ハートネットTV　コロナで取り残される子どもたち」-代表出演
- 2021年10月5日　NHK「視点・論点」-代表出演「不登校の子どもを学びにつなぐ」

## 関連書籍
- 「『カタリバ』という授業ー社会起業家と学生が生み出す“つながりづくり”の場としくみ」出版：英治出版、著：上坂徹